# Orikum
Orikum or Pashaliman (turc: Paşalimanı) és un poble i antic municipi del comtat de Vlorë, al sud-oest d'Albània. Fou integrat en el municipi de Vlorë en virtut de la reforma de l'administració local promulgada el 2015. El 2011 tenia 5.503 habitants.
Correspon a la ciutat antiga d'Òricon, tot i que en aquell temps el nucli es trobava 4 km a l'oest. A l'edat mitjana era coneguda com a Jericó. Quan formava part de l'Imperi Romà d'Orient, fou ocupada per Bohemon de Tàrent, fill de Robert Guiscard, en el marc de les guerres romano-normandes.